# Jenny Thompson
Jennifer "Jenny" Thompson (Danvers, Massachusetts; 26 de febrero de 1973) es una exnadadora estadounidense especialista en pruebas de velocidad. 

## Carrera
Jenny empezó a nadar de niña cuando vivía en Massachusetts. Luego a los 12 años se trasladá a vivir a Dover, Nuevo Hampshire y allí se unió al club Seacoast Swimming.
Se dio a conocer con 14 años en 1987, cuando fue campeona del mundo en piscina corta en 100 libres y 100 mariposa, con récord mundial en esta última. En los Juegos Panamericanos de ese año celebrados en Indianápolis fue primera en 50 libres y 4 x 100 libres, y tercera en 100 libres.
En los mundiales de Perth, Australia de 1991, fue parte del equipo de relevos que ganó el oro en 4x100 libre.
Pocos meses antes de los Juegos Olímpicos de Barcelona 1992 consiguió batir en Indianápolis el récord mundial de los 100 libres en poder de Kristin Otto, dejándolo en 54.48. Se esperaba que en Barcelona pudiera ganar hasta cinco medallas de oro, pero a la hora de la verdad no se clasificó para las final de 200 libres, solo pudo ser quinta en los 50 libres, y plata en 100 libres tras la china Yong Zhuang, aunque le quedaron los oros en relevos 4x100 libres y 4x100 estilos con sendos récords del mundo.
En los Mundiales de Roma de 1994 no obtuvo ningún triunfo, fue plata en relevos 4x100 libres y 4x100 estilos y bronce en 4x200 libres.
Tuvo uno de sus fracasos en las pruebas de clasificación (Trials) para los Juegos Olímpicos de Atlanta 1996, lo que le impidió tomar parte en pruebas individuales, pero en esos Juegos fue parte de los equipos que vencieron en las tres pruebas de relevos (4x100 libres, 4x100 estilos y 4x200 libres)
En los mundiales de 1998 realizó una de sus mejores competiciones, al ganar las pruebas individuales en 100 libres y 100 mariposa, además del oro en 4x100 libres y 4x100 estilos, y la plata en 4x200 libres.
En 1999 hizo historia en Sídney al batir el legendario récord de Mary T. Meagher en los 100 mariposa (57,93) dejándolo en 57.88. Al año siguiente sería vuelto a superar por la neerlandesa Inge de Bruijn.
En los Juegos Olímpicos de Sídney 2000 ganó la medalla de bronce en 100 libres compartiéndola con su compatriota Dara Torres, pues ambas hicieron el mismo tiempo de 54.43, y de nuevo el oro en las tres pruebas de relevos, batiendo en dos de ellas, los 4x100 libres y 4x100 estilos, los récords mundiales. No pudo subir al podio en la prueba en que era plusmarquista mundial, los 100 mariposa, donde fue quinta en la final ganada por Inge de Bruijn.
Al finalizar la temporada se retiró de la competición activa. Sin embargo dos años después decidió retornar para participar en los Campeonatos Pan Pacific de Yokohama, Japón. Allí tuvo una gran actuación ganando cinco medallas en dos días y consiguiendo el triunfo en los 50 libres con el mejor tiempo de su vida.
En los mundiales de 2003, sumó cinco medallas más: oro en 100 mariposa y 4x100 libres, plata en 50 mariposa y 4x100 estilos, y bronce en los 100 libres.
En los Juegos Olímpicos de Atenas 2004, con 31 años, sumó dos medallas de plata en relevos 4x100 libres y 4x100 estilos, pues en ambas pruebas fueron superadas por las australianas. En pruebas individuales acabó quinta en la final de 100 mariposa y séptima en 50 libres.
Jenny Thompson es un caso un tanto atípico en el mundo de la natación femenina, pues es poco frecuente que una nadadora participe en cuatro ediciones de los Juegos Olímpicos. Nunca consiguió un oro olímpico en pruebas individuales por lo que no puede ser considerada una verdadera reina de la piscina. Sin embargo su clase y capacidad competitiva sin igual la hicieron estar presente en todos los grandes acontecimientos y poco a poco fue sumando un impresionante palmarés de 12 medallas olímpicas, 14 en campeonatos del mundo, 34 en Campeonatos Pan Pacific, y en total 81 medallas en competiciones internacionales.
Actualmente reside en Nueva York y ha estudiado Medicina.